# Добре дошли при Ш'ти
„Добре дошли при Ш'ти“ (на френски: Bienvenue chez les Ch'tis) е френски филм от 2008 година, комедия на режисьора Дани Бун по негов сценарий в съавторство с Александър Шарло и Франк Мание.
В центъра на сюжета е началник на пощенска станция в Прованс, който е преместен на служба далеч на север, където преодолява предубежденията си към местните жители, но продължава да поддържа у останалото на юг семейство представата, че живее при ужасни условия. Главните роли се изпълняват от Кад Мерад, Дани Бун, Ан Маривен, Зое Феликс.
С над 20 милиона зрители в кината „Добре дошли при Ш'ти“ се превръща в най-гледания френски филм във Франция, изпреварвайки дотогавашния рекорд на „Голямата разходка“ от 1966 година.